# Zgrzeblenie

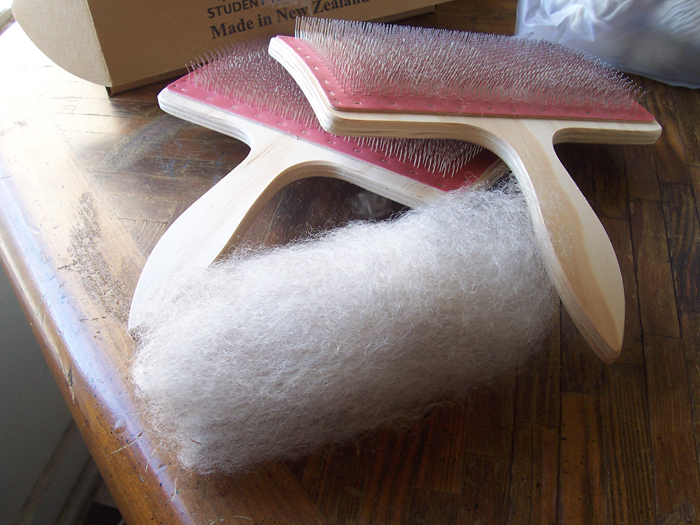
Zgrzebła ręczne i wytworzona za ich pomocą rolka przędzy

Zgrzeblenie, gręplowanie (z niem. krempeln) – jedna z głównych operacji technologicznych w procesie wytwarzania przędzy z włókien krótkich (wełna, bawełna, pakuły lniane), podczas której splątana masa włókien zostaje oczyszczona, wymieszana, rozluźniona i rozczesana. Głównym celem tego procesu jest równoległe ułożenie włókien i uformowanie ciągłej, równomiernej taśmy włókien, która po kolejnych fazach rozciągania, łączenia i powtórnego rozciągania jest formowana w tzw. niedoprzęd.
W procesie zgrzeblenia stosuje się:
- zgrzeblarki – rozluźnienie, oczyszczenie, równoległe ułożenie włókien i wstępne formowanie taśmy
- rozciągarki – dalsze równolegle układanie włókien
- łączniarki – zwiększenie równomierności grubości taśm. W procesie tym taśmy (od 2 do 6) są składane i w dalszym ciągu rozciągane, co zwiększa równoległość włókien i równomierność grubości taśmy
- niedoprzędzarki – równomierna taśma włókien jest w dalszym ciągu rozciągana i wstępnie skręcana tworząc niedoprzęd. Jest to ostatnia faza obróbki włókna przed procesem przędzenia.

Zgrzeblenie jest przeprowadzane za pomocą maszyn zwanymi zgrzeblarkami, niekiedy ręcznie za pomocą zgrzebła lub dawniej grępli.
Podczas obróbki długich włókien lnianych odpowiednikiem zgrzeblenia jest czesanie.